# 第263中學 (莫斯科)
第263中學（俄语：Школа № 263）是位於俄羅斯莫斯科東北行政區愉悅區的普通教育機構，專門教育高中學生。2014年2月3日，第263中學發生校園槍擊案。其後該學校與第950學校合併。